# جون إدواردز (لاعب كرة قدم أسترالية)
جون إدواردز (بالإنجليزية: John Edwards)‏ هو لاعب كرة قدم أسترالية أسترالي، ولد في 18 يناير 1942.

## وصلات خارجية
- جون إدواردز على موقع AustralianFootball.com (الإنجليزية)
- جون إدواردز على موقع AFLtables.com (الإنجليزية)